# Ilan Brenman
Ilan Brenman (Israel, 1973) és psicòleg i escriptor. Ha publicat més de 70 llibres infantils, molts dels quals han estat traduïts a diferents llengües i guardonats amb premis de prestigi.
Va nàixer a Israel però viu des dels 6 anys a Brasil. És psicòleg i doctor en Educació per la Universitat de São Paulo. Ha estat consultor d'organitzacions no governamentals en l'àrea de formació de lectors, cultura i llenguatge.
És considerat un dels autors brasilers de literatura per a infants més importants. Des de 1997 ha publicat més de 60 llibres infantils. A més, es dedica també a la narració oral des de fa més de setze anys.
El seu èxit Até as princeses soltam pum (Les princeses també es tiren pets) ha esdevingut tot un fenomen amb més de 40.000 exemplars venuts a Espanya, i compta ja amb una adaptació teatral i un musical.